# Aspidiella phragmitis
Aspidiella phragmitis är en insektsart som först beskrevs av Takahashi 1931.  Aspidiella phragmitis ingår i släktet Aspidiella och familjen pansarsköldlöss. Inga underarter finns listade i Catalogue of Life.